# Blízká setkání Rickova druhu
Blízká setkání Rickova druhu (v anglickém originále Close Rick-counters of the Rick Kind) je desátý a předposlední díl první řady amerického televizního seriálu Rick a Morty. Díl režíroval Stephen Sandoval a napsal Ryan Ridley, vysílal se 7. dubna 2014. Název epizody odkazuje na film Blízká setkání třetího druhu.

## Děj
Původní seriálový Rick je neprávem obviněn z vraždy sedmadvaceti Ricků z alternativních dimenzí a únosu jejich Mortyů. Transdimenzionální rada Ricků ho zatkne a shledá vinným, když objeví usvědčující důkazy, které byly ve skutečnosti zfalšovány, aby ho obvinily. Rick a Morty utečou a jsou pronásledováni naskrz multiversem. Domácnost Smithových je zaplavena dalšími Ricky a Jerry naváže přátelství s dobromyslným „blbečkem Rickem“.
Zdá se, že skutečnými viníky jsou „Zlý“ Rick (který má jizvu na obličeji) a jeho Morty (který nosí pásku přes oko). Zajmou původního Ricka a Mortyho, ale původní Morty vede vzpouru alternativních Mortyů a osvobodí původního Ricka. Rick informuje Radu o skutečném vrahovi, čímž očistí své jméno. Po odchodu Ricka a Mortyho Rada zjistí, že zlý Rick byl nemyslící kyborg ovládaný na dálku. Když Mortyové bez Ricka odcházejí na palubu lodi, zlý Morty si sundá pásku přes oko a odhalí tím, že to právě on ovládal zlého Ricka. Ovladač i s páskou rozšlápne a vmísí se do davu.

## Přijetí
Joe Matar z Den of Geek epizodu pochválil a označil ji za „opravdu solidní epizodu, a to jak po příběhové, tak po komediální stránce. Rick a Morty odvádí jedny z nejlepších komediálních výkonů, když se radostně oddává absurdním možnostem, které sci-fi vesmír neomezených možností umožňuje. Jedním z trvale nejlepších způsobů, jak Rick a Morty předvádí svou kreativitu, jsou scény honiček, v nichž postavy procházejí všemi možnými sci-fi vymoženostmi a nechávají scenáristy a animátory, aby na vás zaútočili přívalem gagů, u nichž se vám zatmí před očima.“
Zack Handlen z The A.V. Club řekl: „Tohle je seriál, který je navržen tak, aby předem odpověděl na všechny potenciální hnidopišské dotazy na diskusních fórech.... To vše dělá občasné srdceryvné momenty ještě překvapivějšími a účinnějšími.“

## Zajímavosti
- V sedmé epizodě druhé řady seriálu Městečko záhad (Tajná společnost) jedna z postav kontroluje sílu portálu, který mu do sebe díky jeho zesílení vtáhne poznámkový blok, propisku a hrnek na kafe. Všechny tyto předměty vypadnou z portálu v této epizodě. To přispělo k teoriím, že tyto dva seriály se odehrávají ve stejném vesmíru.[4][5]
- Jedna z alternativních verzí Mortyho připomíná herce Erica Stoltze. Jde o narážku na film Návrat do budoucnosti (1985), kde měl Stoltz původně ztvárnit hlavní roli Martyho McFlye, ale byl posléze nahrazen Michaelem J. Foxem.
- Když zlý Rick přehrával Rickovy vzpomínky na Mortyho, bylo mezi nimi 6 šťastných, na něž Rick rád vzpomínal. V epizodě Total Rickall (2015) řekl Rick Mortymu, že má na něj asi tisíc vzpomínek a jen šest z nich je příjemných.[6]